# Sebastián de Belalcázar

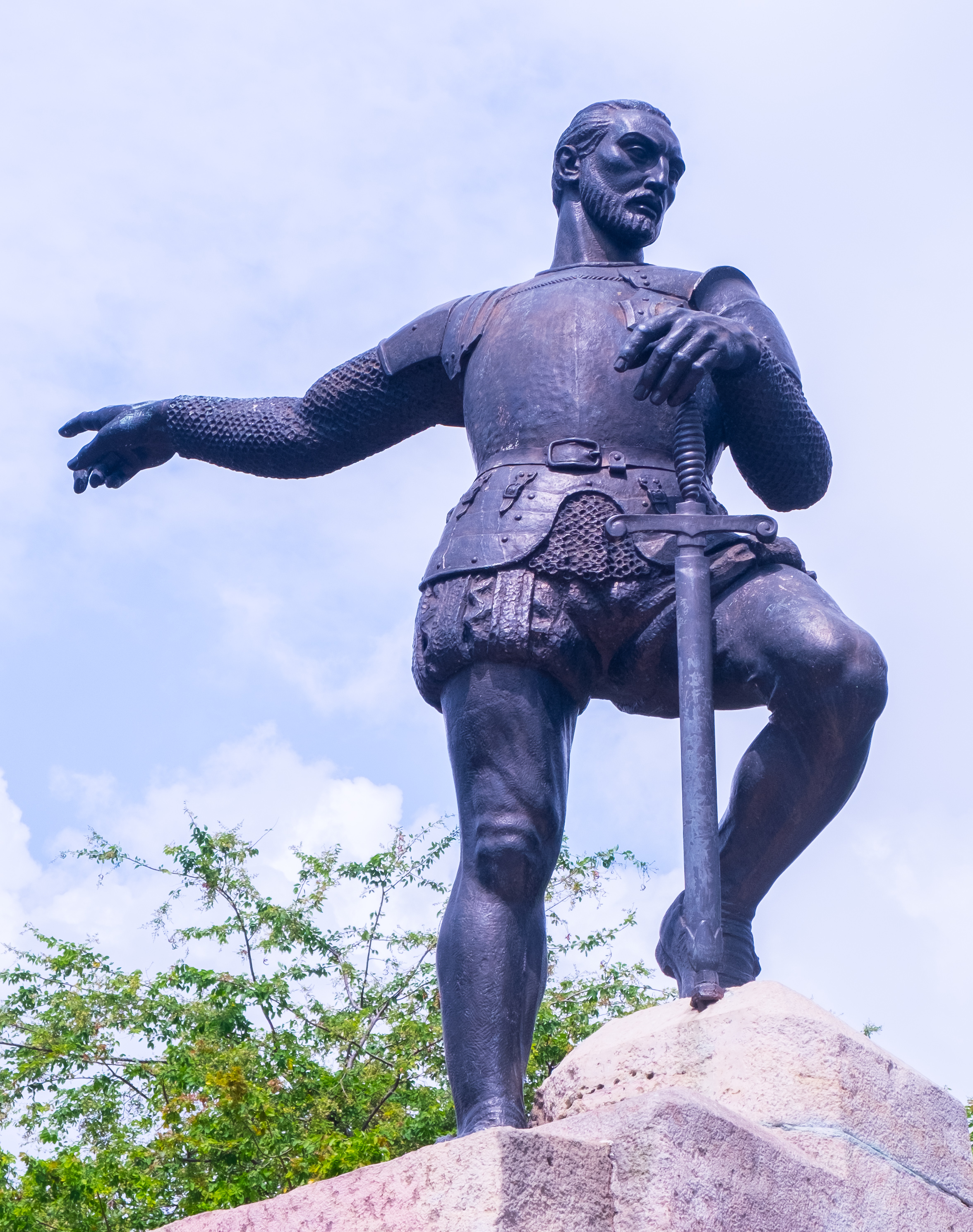
Statua Sebastiána de Belalcázara w Santiago de Cali, Kolumbia

Sebastián de Belalcázar lub Benalcázar, właściwie Sebastián de Moyano (ur. w 1479 lub w 1480, zm. w 1551) – konkwistador hiszpański, uczestnik wypraw i podwładny Francisco Pizarra. Opanował dla korony hiszpańskiej w 1532 roku terytoria dzisiejszego Peru, a w latach 1534-1535, Ekwadoru. Namiestnik krainy Popayan (dzisiejsza północno-zachodnia Kolumbia).
Urodził się w prowincji Cordoba jako Sebastián de Moyano. Nazwisko Belalcázar przybrał od zamku niedaleko miejsca swoich narodzin. Według wielu źródeł wziął udział w trzeciej wyprawie Krzysztofa Kolumba w 1498. Inne źródła twierdzą, że powodem wyjazdu do Nowego Świata była ucieczka przed biedą i brakiem perspektyw, a także uniknięcie kary za zabicie muła w 1507.
W 1524 wraz z Francisco Córdobą podbił tereny dzisiejszej Nikaragui. Tam założył miasto León i został jego pierwszym burmistrzem. Wyjechał w 1527 po sporach z gubernatorem. W 1532 dołączył do ekspedycji Francisco Pizarro. Po pokonaniu armii inkaskiej wyruszył na północ celem podbicia Quito. Inkaski generał Rumiñahiu spalił miasto, zanim Belalcazar je zdobył. Wraz z Diego de Almagro założył nowe miasto Quito, nazywając je na cześć Pizarra, San Francisco de Quito.
Ruszając dalej na północ, wkroczył do doliny rzeki Cauca, na terenie dzisiejszej Kolumbii w 1535. Tam założył kilka miast jak Pasto, Cali czy Popayán.
W 1539 król Karol I mianował go gubernatorem Popayán. Jako gubernator wdał się w konflikt o ziemie z innymi gubernatorami, Pascalem de Andagoyą i Jorge Robledo. Tego drugiego kazał stracić w 1546. Za to został zaocznie skazany na śmierć w 1550. Belalcazar postanowił udać się do Hiszpanii celem odwołania się, ale zmarł w Cartagenie w 1551 zanim zdołał wyjechać.